# 葉蔭雲
葉蔭雲（英語：Joseph Ye Yin-yun；1902年5月15日—1990年3月13日；又名：葉蔭芸；聖名：若瑟），是天主教中國籍神父，中國天主教愛國會自選自聖廣州總教區主教。

## 生平
葉蔭雲出生於1902年5月15日，在清朝廣東省南海。1931年至1934年間，在英屬香港華南總修院學習神哲學。1934年3月31日，葉蔭雲在27歲時於香港宗座代牧區晉鐸。1934年至1948年間，分別在惠陽範和崗和寶安南頭服務。
1949年10月1日，中國共產黨在中國大陸地區建立中華人民共和國，並開始針對天主教進行宗教迫害及打壓，教會已經無法正常功能。1952年中梵斷交與英屬香港和中國先後封鎖邊界，香港教區無法管理寶安、惠陽、海豐等地的教務。
1958年6月17日，由中國政府控制的組織中國天主教愛國會擅自將原屬香港教區的寶安、惠陽、海豐等地的教務，自行設立惠陽教區。同時，在愛國會的推行和政府強迫下，惠陽教區未獲教宗准許，擅自選出選葉蔭雲為教區正權主教。1962年1月21日，由遼寧省奉天總教區總主教皮漱石主禮，非法自選自聖葉蔭雲晉牧。事後，因葉蔭雲在未獲得時任教宗庇護十二世准許，自選自聖違反《天主教法典》被絕罰。
1966年至1979年的文化大革命期間，教區所有宗教活動停止。
1980年11月5日，廣州總教區主教鄧以明前往香港治病後到羅馬述職，並於1981年6月6日獲時任教宗若望保祿二世任命為廣州總教區正權總主教。中國天主教愛國會的抨擊教宗的任命，並於同年10月10日將擅自成立的惠陽教區併入廣州總教區，原惠陽教區非法主教葉蔭芸擅自出任廣州總教區主教。
1990年3月13日，葉蔭雲神父因腎臟、大腦和肺部衰竭在中國廣東省廣州逝世，享年88歲。同年4月7日，由汕頭教區非法主教蔡體遠主持安魂彌撒。